# Tangeum
Tangeum é um próximo drama sul-coreano baseado no romance de mesmo nome escrito por Jang Da-Hye, publicado pela Book Recipe em fevereiro de 2021. Dirigido por Kim Hong Seon, conhecido por seu trabalho em séries como "The Guest" e "Money Heist: Korea – Joint Economic Area", o drama está programado para ser lançado no início de 2024.

## Enredo
O enredo de Tangeum gira em torno do retorno de Hong-Rang, um jovem de vinte anos que desapareceu quando criança. Sua irmã mais velha, Jae-Yi, nunca perdeu a esperança de encontrá-lo. No entanto, quando ele reaparece após doze anos, ele não tem memória de seu passado e carrega consigo um segredo. Suspeitando que ele não seja realmente Hong-Rang, Jae-Yi se vê atraída por ele.

## Elenco
- Lee Jae-wook como Hong Rang
- Kim Jae-Wook como Prince Han Pyeong
- Uhm Ji-won como Min Yeon-eui
- Jo Bo-ah como Jae-i
- Park Byeong-eun como Sim Yeol-gook
- Jung Ga-ram como Moo-jin

## Produção
A produção de Tangeum foi anunciada com Lee Jae Wook e Jo Bo Ah confirmados nos papéis principais. O diretor Kim Hong Seon lidera a equipe de produção, trazendo sua experiência em dramas de suspense e mistério.